# Sequivirinae
Sequivirinae es una subfamilia de virus perteneciente a la familia Secoviridae que infectan plantas. Contienen un genoma ARN monocatenario positivo y por lo tanto se incluyen en el Grupo IV de la Clasificación de Baltimore. La familia incluye los siguientes géneros:
- Género Sequivirus; especie tipo: Virus del moteado amarillo del rábano.
- Género Waikavirus; especie tipo: Virus esférico del tungro del arroz.

- Datos: Q3772873
- Especies: Sequivirus